# Mali Slatnik
Mali Slatnik – wieś w Słowenii, w gminie miejskiej Novo mesto. W 2018 roku liczyła 260 mieszkańców. 